# Франкенштейн проти Барагона
«Франкенштейн проти Барагона» («Франкенштейн підкорює світ»; яп. フランケンシュタイン対地底怪獣) — японський кайдзю-фільм, знятий Ісіро Хондою у 1965 році. Це перший японський фільм за участю монстра Франкенштейна, також тут вперше показаний кайдзю Барагон. Якщо враховувати альтернативний кінець фільму, то це другий фільм, в якому з'являється гігантський восьминіг Оодако. Спочатку у фільмі повинен був з'явитися і знаменитий гігантський динозавр Ґодзілла, але під час написання сценарію він був замінений Барагоном. У Японії фільм був показаний 8 серпня 1965 року і мав настільки вражаючий успіх, що рік потому вийшов сиквел під назвою «Чудовиська Франкенштейна: Санда проти Гайри».
Реліз повної версії фільму на DVD відбувся у 2007 році.

## Сюжет
В кінці Другої світової війни німецький вчений доктор Райзендорф таємно відправляє до Японії живе серце створеного ним Франкенштейна. Вантаж досягає мети, але незабаром втрачається під час атомних бомбардувань Хіросіми.
Через 15 років в Хіросімі з'являється дивний напівдикий хлопець, який поїдає домашніх тварин. Його ловлять і приводять до доктора Кен'ітіро Кавадзі та його колег Джеймса Боуена та Суеко Тогамі для вивчення. Вчені приходять до висновку, що це Франкенштейн, який мутував під час бомбардування Хіросіми в 1945 році. Однак влада не вірить цьому. Тоді Франкенштейну ампутують руку, і вона виростає знову. Тоді стає зрозуміло, що це дійсно Франкенштейн. З часом Франкенштейн стає дедалі більшим і ледве поміщається в клітку.
Тим часом на робітників вугільної шахти нападає підземний динозавр Барагон. Франкенштейн втікає та ховається в лісі. Барагон руйнує навколишні селища, проте влада не вірить у нього, і каже, що це Франкенштейн. Боуен, Тогамі та Кавадзі вирушають до лісу, щоб довести, що це не Франкенштейн, і стикаються там з Барагоном.
Уряд вирішує атакувати Барагона. Барагон зустрічається з вже гігантським Франкенштейном і починається битва, в ході якої Франкенштейн вбиває Барагона. Раптом починається землетрус, і Франкенштейн потрапляє у яму під землю.
В альтернативному закінченні фільму, Франкенштейн не потрапляє під землю, а його затягує в море гігантський восьминіг Оодако.
Однак Боуен, Тогамі та інші впевнені, що Франкенштейн залишився живий і скоро з'явиться знову.

## Кайдзю
- Франкенштейн
- Барагон
- Оодако (альтернативне закінчення)
- Гігантський кабан

## В ролях
- Нік Адамс — Джеймс Боуен
- Кумі Мідзуно — Суеко Тогамі
- Тадао Такасіма — Кен'ітіро Кавадзі
- Йосіо Цутія — капітан Каваі
- Йосіфумі Тадзіма — Мурата
- Сімура Такасі — хірург у Хіросімі
- Петер Манн — доктор Райзендорф
- Кейко Саваі — Тацуко Тооі
- Койдзі Фуруята — Франкенштейн
- Сюміо Накао — молодий Франкенштейн
- Харуо Накадзіма — Барагон

## Виробництво
Кінокомпанія Toho завжди була зацікавлена в такому персонажі, як чудовисько Франкенштейна. Ще до кінця 1950-х років у продюсера Томоюкі Танаки виник задум зняти фільм «Франкенштейн проти Туманної людини» (яп. フランケンシュタイン対ガス人間). 1960 року на основі сюжету цього фільму був знятий фільм «Туманна людина», але без участі Франкенштейна.
У 1962 році американський продюсер Джон Бек запропонував Toho зняти фільм «Кінг-Конг проти Франкенштейна» (пізніше він змінив назву на «Кінг-Конг проти Прометея»). Але Toho були більше зацікавлені в тому, щоб Кінг-Конг боровся з Ґодзіллою. Ідея була прийнята і в результаті у світ вийшов фільм «Кінг-Конг проти Ґодзілли».
Наступні два роки сюжет фільму про Франкенштейна знаходився в розробці. За сюжетом Франкенштейн мутував та перетворився з невеликої істоти на величезного монстра. За ескізами сценарію 1963—1964 років Франкенштейн повинен був здолати Ґодзіллу, який знову виступав антагоністом. В кінці він мав убити Франкенштейна, який був більш злим, ніж в остаточному варіанті. Пізніше Ґодзіллу все-таки викреслили зі сценарію.
Близький до остаточного варіанту сценарій був готовий до 1965 року, коли до проєкту підключився американський продюсер Генрі Саперстейн.
Місце Ґодзілли в фільмі зайняв гігантський підземний динозавр Барагон. Більшість деталей попереднього варіанту сюжету були збережені, за винятком появи декількох нових персонажів, зокрема, доктора Боуена.

## У закордонному прокаті
У США змінена версія фільму була показана компанією American International Pictures в 1966 році. Назву фільму було змінено на «Франкенштейн завойовує світ» (англ. Frankenstein Conquers the World). Більшість вирізаних сцен не мають особливого значення. Американський постер сильно відрізняється від оригінального, вигляд Барагона на ньому змінений до невпізнання.
В Європі фільм також мав величезний успіх. З цієї причини в назви багатьох інших кайдзю-фільмів вставляли ім'я Франкенштейна для залучення ширшого кола глядачів.

## Цікаві факти
- У цьому фільмі ім'я чудовиську присвоєно помилково. Насправді Франкенштейном звуть вченого-творця, а його творіння — чудовиськом Франкенштейна. В цьому ж фільмі Франкенштейном звуть самого монстра, а ім'я доктора-творця було змінено на «Райзендорф». До того ж цей учений є німцем, а не швейцарцем, як оригінальний доктор Франкенштейн у класичному творі Мері Шеллі.